# إبراهيم رابيو
إبراهيم رابيو (بالإنجليزية: Rabiu Ibrahim) هو لاعب كرة قدم نيجيري في مركز الوسط، ولد في 15 مارس 1991 في كانو في نيجيريا. شارك مع منتخب نيجيريا تحت 17 سنة لكرة القدم ومنتخب نيجيريا تحت 20 سنة لكرة القدم ومنتخب نيجيريا تحت 23 سنة لكرة القدم ومنتخب نيجيريا لكرة القدم. أما مع النوادي، فقد لعب مع ريال سبورت كلوب وسبورتينغ لشبونة ونادي آيندهوفن ونادي ترنتشين ونادي سلتيك ونادي غينت ونادي كيلمارنوك.

## وصلات خارجية
- إبراهيم رابيو على موقع الاتحاد الدولي (مؤرشف)  (الإنجليزية)
- إبراهيم رابيو على موقع قاعدة بيانات كرة القدم.إي يو (الإنجليزية)
- إبراهيم رابيو على موقع ناشيونال فوتبول تيمز (الإنجليزية)
- إبراهيم رابيو على موقع Soccerway.com (الإنجليزية)
- إبراهيم رابيو على موقع عالم كرة القدم.نت (الإنجليزية)
- إبراهيم رابيو على موقع AS.com (الإسبانية)